# Friedrich Hölderlin
Friedrich Hölderlin (pronunție germană: /ˈfʁiːdʁɪç ˈhœldɐliːn/; n. 20 martie 1770, Lauffen am Neckar, Baden-Württemberg, Germania – d. 7 iunie 1843, Tübingen, Baden-Württemberg, Germania) a fost un poet german, unul din principalii reprezentanți ai romantismului în literatura europeană. 
 După Goethe și Schiller este considerat cel mai mare elegiac al literaturii germane și împărțea cu ei admirația sa pentru Grecia antică idealizată. 
Opera sa are ca teme: elogierea patriei ca entitate spirituală, nostalgia vârstei de aur, tristețea însingurării individului, integrarea eului în armonia cosmică.
De asemenea, a combinat teme de inspirație creștină și greco-romană. În lucrarea sa principala, romanul în versuri Hypérion (1797-99), idealizează Grecia antică, în contrateză cu patria sa proprie Germania, disprețuind Pietismul dezgustător al vremii din Swabia sa natală, fiind un suporter și admirator al Revoluției franceze. 
 Hyperion fiind personajul spiritual căruia Hölderlin îi insuflă propriul său suflet și propria voce, lăsând-l pe Hyperion să-i exprime gândurile și sentimentele sale, într-un spațiu elegic, într-un dialog permanent cu prietenul său imaginar Bellarmin, Grecia antică fiind "singurul loc adecvat caracterului elegiac al lui Hyperion" (cap. 2, Prefață).
Ce a rămas din viața lui este că în liceu a fost coleg de camera cu Hegel și Schelling și împreună au plantat copacul libertății; apoi a fost meditator, a fost în Franța iar iubirea sa a fost o fată de 13 ani, iar la 40 de ani a "înnebunit" fiind găzduit într-un turn la o familie oarecare {suferind probabil de manie depresiva} + fiind foarte calm + încetând să scrie și decât uneori scriind câte un poem pe care îl semna: Cu supușenie, Scardanelli. E antonimul lui Goethe, aducătorul mântuirii lirice prin poezia Brot und Wein. [11}

## "Cum am ajuns eu printre Germani"
Hyperion către Bellarmin cap. 67

Așa am ajuns eu printre Germani. Nu am cerut mult și am fost pregătit să găsesc și mai puțin. Cu umilință am venit, ca orbul fără de țară Oedip la porțile Atenei unde zeii l-au primit.

 Dar cum altfel mi se întâmplase mie.

Barbari din străvechime, prin hărnicie și știință și chiar prin religie deveniți barbari, adânc incapabil oricărui sentiment zeiesc, stricați până în măduvă spre fericirea sfintelor grații, în fiecare grad de exagerare și sărăcie jignitor pentru fiecare suflet cuvenit, nesimțit și fără armonie, ca cioburile unui vas aruncat - ăsta al meu Bellarmin au fost mângâietorii mei.

E un cuvânt aspru și totuși îl spun, pentru că e adevărul: nu pot alt popor să-mi închipui care ar fi mai sfâșiat de suflet ca Germanii. Meșteșugari tu vezi, dar nu oameni, gânditori tu vezi, dar nu oameni, preoți, dar nu oameni, domni și slujitori, tineri și stătuți, dar nu oameni - nu e asta ca pe un câmp de bătălie, unde mâini și brațe și toate membrele sfârtecate se află amestecate intre ele, pe când sângele vieții în nisip se scurge?   
...
Și vai străinului, care din dragoste pe aceste meleaguri umblă, și la așa popor vine, și de trei ori vai acelui, care, ca mine, de mare durere prigonit, un cerșetor de felul meu, la așa popor vine.
Destul! tu mă cunoști și o s-o înțelegi de bine, Bellarmin! Eu vorbeam în numele tău, eu vorbeam pentru toți, cei care în țara asta sunt și suferă, cum acolo eu am suferit.

## Scrieri
- 1797: Moartea lui Empedocle ("Der Tod des Empedokles")
- 1797/1799: Hyperion sau eremitul în Grecia ("Hyperion oder der Eremit in Griechenland")
- 1826: Poezii ("Gedichte").

Hölderlin a tradus din Sofocle și Pindar.